# One Dag Hammarskjöld Plaza
One Dag Hammarskjöld Plaza este o clădire ce se află în New York City.